# Craniospermum mongolicum
Craniospermum mongolicum är en strävbladig växtart som beskrevs av Ivan Murray Johnston. Craniospermum mongolicum ingår i släktet Craniospermum, och familjen strävbladiga växter. Inga underarter finns listade i Catalogue of Life.